# Megachoriolaus cruentus
Megachoriolaus cruentus là một loài bọ cánh cứng trong họ Cerambycidae.